# Philetes
Philetes is een geslacht van vlinders van de familie sikkelmotten (Oecophoridae), uit de onderfamilie Oecophorinae.

## Soorten
- P. acosmeta Common, 1964
- P. megalospila Turner, 1939